# Украинский контингент в Косове
Украинский контингент в Косово (укр. Український контингент у Косові) — соединение вооружённых сил Украины в составе международных сил KFOR под руководством НАТО, действующих на территории Косово и Метохии.

## История
12 июня 1999 года НАТО приняло решение о создании стабилизационных сил в Косово.
1 сентября 1999 года Украина начала участие в операции.
Прибывший в Косово польско-украинский миротворческий батальон «УКРПОЛБАТ» вошёл в состав многонационального соединения «Восток» (Multinational Task Force «East») сил KFOR. Зоной ответственности батальона в Косово был анклав в муниципалитете Штрпце.
10 июля 2000 года погиб один военнослужащий батальона «УКРПОЛБАТ», младший сержант Л. В. Товкан.
В начале 2000-х на вооружение украинского контингента в Косово поступили десять бронемашин БРДМ-2ЛД и внедорожники HMMWV.
27 августа 2004 во время пожара, возникшего при заправке автомобиля, пострадали два военнослужащих батальона «УКРПОЛБАТ» (прапорщик Валерий Овсиенко и старший сержант Владимир Мороз, они получили ожоги и были госпитализированы).
29 мая 2005 года застрелился из табельного пистолета ПМ один военнослужащий батальона «УКРПОЛБАТ» (старший прапорщик В. Г. Назаренко).
После того, как министерством обороны Украины было создано Объединённое оперативное командование вооружённых сил Украины (задачей которой было руководство деятельностью украинских военных контингентов за границами Украины), украинский контингент в Косово был передан в ведение ООК ВСУ.
22 июня 2007 года во время патрулирования перевернулась БРДМ-2, в дорожно-транспортном происшествии погиб один военнослужащий батальона «УКРПОЛБАТ» (младший сержант Н. П. Ткачук) и были травмированы ещё трое (11 июля 2007 один из раненых, старший сержант О. А. Денисюк, скончался в госпитале от полученных травм).
14 марта 2008 года начались волнения сербского населения в городе Митровица, в ходе которых около 300 человек заняли здание окружного суда, вывесили над захваченным зданием национальные флаги и забаррикадировались. После неуспешных переговоров заместитель главы миссии ООН, американец Лоуренс Россин отдал приказ штурмовать баррикады 500 сотрудникам полицейского контингента ООН (основную часть штурмующих составляли поляки, украинцы и румыны, вместе с ними в штурме участвовало некоторое количество французов). В результате были ранены 15 из 150 сотрудников спецподразделения МВД Украины, штурмовавших здание суда. Позднее от полученных осколочных ранений скончался один из раненых, ст. лейтенант внутренних войск МВД Украины И. Б. Киналь. Всего за время беспорядков в Митровице ранения и травмы получил 21 сотрудник украинского контингента.
В начале марта 2010 года в связи с реорганизацией сил KFOR украинский компонент батальона «УКРПОЛБАТ» (180 военнослужащих) был выведен из состава польско-украинского батальона и преобразован в самостоятельное подразделение.
В августе 2010 года украинский контингент в количестве 185 военнослужащих был переформирован и получил название «национальный контингент в Косово, Республика Сербия».
1 апреля 2011 года на пограничном контрольно-пропускном пункте Гюешево македонско-болгарской границы болгарские пограничники задержали двух военнослужащих украинского контингента, предпринявших попытку провезти в автомобиле с эмблемой KFOR 5 тысяч пачек сигарет.
22 августа 2011 года Главное следственное управление военных прокуратур Генеральной прокуратуры Украины возбудило уголовное дело в отношении офицера украинского контингента, который незаконно продал частным структурам в Косово 1,3 млн литров бензина, за что получил взятки в размере 60,6 тыс. евро (в дальнейшем в результате расследования было установлено, что начальник службы горючего и смазочных материалов украинского миротворческого контингента в Косово продал 1 млн литров горюче-смазочных материалов за взятки в размере 80 тысяч евро).
В 2013 году общая численность украинского контингента в Косово составляла 2 штабных офицера UNMIK, 163 военнослужащих KFOR и 49 единиц техники.
В январе 2014 одной из основных задач украинского контингента в Косово была объявлена охрана периметра военной базы «GATE 1» (для этой цели были выделены четыре взвода). Инженерная рота украинского контингента входила в состав объединённой логистической группы поддержки штаба KFOR.
16 августа 2014 украинский контингент в Косово был уменьшен на 103 военнослужащих, одна маневренная рота была возвращена на Украину для участия в боевых действиях на востоке страны.
В целом в течение 2014 года украинский контингент в Косово был уменьшен на 123 военнослужащих и 36 единиц техники, которые были возвращены на Украину.
В 2015, 2016 и 2017 годы в Косово оставались 40 военнослужащих в составе контингента KFOR, два штабных офицера в составе сил UNMIK и 18 единиц автомобильной техники Украины, основной задачей украинского контингента являлось участие в рекогносцировке и разминировании местности. Кроме того, военнослужащие украинского контингента в Косово проходили обучение у немецких и польских военнослужащих KFOR.
7 марта 2022 года, на фоне российского вторжения на Украину, президент Украины Владимир Зеленский подписал указ о возвращении всех миротворцев за пределами Украины, обратно в страну.

## Структура
Первоначально украинский контингент KFOR включал в себя:
- миротворческий компонент (отдельный мотострелковый батальон, 356 военнослужащих)[31]
- 14-й отдельный вертолётный отряд (90 военнослужащих)[31]
- 37-ю отдельную роту обеспечения (108 военнослужащих)[31]
- военный госпиталь на 100 мест[31]

В мае 2000 года в состав украинского контингента был направлен полицейский компонент.
В июле 2000 года 37-я отдельная рота обеспечения была возвращена на Украину.
В ноябре 2000 года в состав полицейского компонента был включён отряд кинологов МВД Украины (35 человек и 25 собак, 10 автомашин). Позднее численность отряда была увеличена до 40 человек и 25 собак, но к началу 2008 года — вновь уменьшена до 35 человек.
В начале апреля 2001 года было принято решение о расформировании 14-го отдельного вертолётного отряда, авиатехника которого (четыре Ми-8 и два Ми-24) была продана Македонии.
В декабре 2008 года в связи с выполнением поставленных задач специальное подразделение МВД Украины, численность которого составляла 180 человек, было выведено из Косово и в марте 2009 года — официально расформировано.

## Дополнительная информация
В 1994 г. Кабинет министров Украины издал постановление, согласно которому военнослужащие вооружённых сил Украины, проходившие службу на территории Югославии в период до 2007 года и принимавшие участие в боевых действиях, получили право на получение статуса участника боевых действий (в число участников операций на территории Югославии входят участники операций на территории Боснии и Герцеговины и на территории Косово и Метохии).
О общем количестве награждённых военнослужащих украинского контингента информации не имеется.
- 11 апреля 2008 г. погибший в Косово ст. лейтенант внутренних войск МВД Украины Игорь Киналь был награждён орденом «За мужество» III степени (посмертно)[37]
- 29 мая 2008 г. 79 украинских военнослужащих были награждены медалью НАТО «За службу миру»[38]
- в марте 2014 года лейтенант Сергей Денисюк за безупречную организацию несения службы на передовом оперативном посту FOP-31 был награждён памятной монетой (COIN) командующего Объединённого оперативного штаба вооружённых сил Италии[39]